# Kleenes Kindla, gruußer Goot
Kleenes Kindla, gruußer Goot (Kleines Kindlein, großer Gott) ist ein Weihnachtslied, das vor allem aus Schlesien, aber auch aus anderen deutschsprachigen Regionen überliefert ist.
Der Text des Liedes entstammt einem Krippenspiel. Eine Strophe mit dem Textanfang O kleines kint, o großer got findet sich schon im 15. Jahrhundert als Teil des Weihnachtslieds Joseph, lieber Joseph mein. Nach einer Quelle aus dem Jahr 1812 wurde das Lied auf die Melodie des Liedes Ein schön kleines Kindelein ist uns heut geboren gesungen. Dieses Lied wird Bedřich Bridel zugeschrieben, ist aber wahrscheinlich die Übersetzung des lateinischen Hodie infantulus prodit orbi natus. Die überlieferte Fassung in Glätzischen Dialekt stammt aus der Grafschaft Glatz. Andere Quellen geben als Herkunft Ostböhmen, das Sudetenland, Franken oder auch die Steiermark an. In Wilhelm Paillers Sammlung von 1881 findet sich eine Fassung mit der Quellenangabe „An der Traun“; diese Fassung ist mit einer abweichenden Melodie überliefert. Hochdeutsche Titelvarianten lauten Kleines Kindlein, [o] großer Gott oder Kleiner Knabe, großer Gott.

## Text
| Schlesischer Text | Übertragung |
| Kleenes Kindla, gruusser Goot, dar de Welt eia Hända hoot. Leiste doo, du kleener Schotz, ’s hoot doch kaum a Mäusla Plotz. Deine Potschla sein der rout, wie a Krabes nooch’m Suud, liebes Kindla, schtecks ock ein, ich will derr meine Handschka leihn. Sein derr denn die Fißla kaald, mechst der se derfrieren baald! Dei weiß Leibla zittert schier, mechst der ziehn a Pelzla fier. Och du liebes Gooteskind, leist beim Esel and beim Rind, ’s tutt mer wull eim Herze wieh, wenn ich bei dam Krippla stieh. Liebes Kindla, koans gesein, kumm bei mir eis Stiebla rein, will der mach’ an Hierschebrei, will der riehm vill Putter nei. Wenn dersch aber is zu schlecht, mach der’s ock mei Herzla recht, rah and schloof do drinne ei, bis mich nimmst eia Himmel nei. | Kleines Kindlein, großer Gott, der die Welt in den Händen hat, liegst du da, du kleiner Schatz, ’s hat doch kaum ein Mäuslein Platz. Deine Händlein sind so rot, wie ein Krebs nach dem Sieden, liebes Kindlein, steck sie ein, ich will dir meine Handschuh leihn. Sind dir denn die Füße kalt, wirst sie dir erfrieren bald. Dein weiß Leiblein zittert schier, möchtst dir ziehn ein Pelzlein über. O du liebes Gotteskind, liegst beim Esel und beim Rind. ’s tut mir sehr im Herzen weh, wenn ich bei dem Kripplein steh. Liebes Kindlein, kann das sein, komm zu mir ins Stüblein rein, will dir machen Hirsebrei, will dir rührn viel Butter darein. Wenn dir’s aber ist zu schlecht, mach ich dir auch mein Herzlein zurecht, ruh und schlaf da drinnen ein, bis du mich nimmst in den Himmel hinein. |